# Noè Ponti
Noè Ponti (født 1. juni 2001) er en schweizisk svømmer.
I 2021 vandt han en bronzemedalje for sit land i 100 meter butterfly ved sommer-OL 2020 i Tokyo. Han deltog i 4×100 meter fri stafethold, hvor holdet blev nummer 14 i det indledende heat og kvalificerede sig ikke til finalen.